# Овідіу
Овідіу (рум. Ovidiu) — місто у повіті Констанца в Румунії. Адміністративно місту також підпорядковане село Пояна (населення 797 осіб, 2002 рік).
Місто розташоване на відстані 197 км на схід від Бухареста, 10 км на північний захід від Констанци, 136 км на південь від Галаца.

## Населення
За даними перепису населення 2002 року у місті проживали 13 134 особи.
Національний склад населення міста:
| Національність   | Кількість осіб | Відсоток |
| ---------------- | -------------- | -------- |
| румуни           | 12175          | 92,7%    |
| татари           | 442            | 3,4%     |
| турки            | 357            | 2,7%     |
| цигани           | 117            | 0,9%     |
| росіяни-липовани | 21             | 0,2%     |
| угорці           | 10             | 0,1%     |
| німці            | 6              | < 0,1%   |
| болгари          | 1              | < 0,1%   |
| греки            | 1              | < 0,1%   |
| євреї            | 1              | < 0,1%   |
| чехи             | 1              | < 0,1%   |

Рідною мовою назвали:
| Мова             | Кількість осіб | Відсоток |
| ---------------- | -------------- | -------- |
| румунська        | 12317          | 93,8%    |
| татарська        | 406            | 3,1%     |
| турецька         | 301            | 2,3%     |
| циганська        | 73             | 0,6%     |
| російська        | 11             | 0,1%     |
| угорська         | 8              | 0,1%     |
| німецька         | 6              | < 0,1%   |
| болгарська       | 1              | < 0,1%   |
| грецька          | 1              | < 0,1%   |
| єврейська (їдиш) | 1              | < 0,1%   |

Склад населення міста за віросповіданням:
| Релігія                             | Кількість осіб | Відсоток |
| ----------------------------------- | -------------- | -------- |
| православні                         | 12129          | 92,3%    |
| мусульмани                          | 855            | 6,5%     |
| римо-католики                       | 71             | 0,5%     |
| п'ятдесятники                       | 19             | 0,1%     |
| баптисти                            | 17             | 0,1%     |
| греко-католики                      | 9              | 0,1%     |
| адвентисти                          | 8              | 0,1%     |
| старообрядці                        | 5              | < 0,1%   |
| бретрени                            | 3              | < 0,1%   |
| реформати                           | 2              | < 0,1%   |
| лютерани                            | 2              | < 0,1%   |
| лютерани (Аугсбурзького сповідання) | 1              | < 0,1%   |
| не релігійні                        | 1              | < 0,1%   |
| не вказали релігію                  | 5              | < 0,1%   |

## Зовнішні посилання
- Дані про місто Овідіу на сайті Ghidul Primăriilor